# مسجدجامع قشم (جزیره قشم)
 مسجد جامع قشم  در شهر قشم در بخش مرکزی از توابع شهرستان قشم و از نقاط دیدنی استان هرمزگان در جنوب ایران است.
«مسجد جامع قشم» یکی از بزرگ‌ترین وقدیمیترین مساجد شهر قشم است، که گفته می‌شود از آثار «صوغیه» (همسر حاکم وقت) بوده و در سال ۱۲۰۲ هجری قمری ساخته شده‌است.
طرح شبستان مسجد مستطیلی شکل است و در وسط آن، در دو ردیف، شانزده ستون تعبیه شده‌است. داخل مسجد در جهت طولی از ۷ دهانه و در جهت عرضی از ۴ دهانه فرش انداز شکل گرفته‌است و محراب و منبر آن در وسط دیوار طولی جنوبی قرار دارد. پوشش سقف به کمک دیوارهای دو طرف و قوس‌های تیره‌دار بر روی ستونهای
۱۶ گانه استوار شده‌است. در حال حاضر نیز در این مسجد به طور مرتب در روزهای جمعه نمازهای جمعه و در اعیاد مذهبی برگزار می‌شود.